# Calathea mansoi
Calathea mansoi är en strimbladsväxtart som beskrevs av Friedrich August Körnicke. Calathea mansoi ingår i släktet Calathea och familjen strimbladsväxter. Inga underarter finns listade.